# Мирковић
Мирковић је српско, хрватско и црногорско презиме. То је патроним и значи син Мирка.

## Познати људи

### Б
- Боривоје Мирковић (1884—1969), високи официр српске војске
- Бранко Мирковић (1923—1987), учесник Народноослободилачке борбе и пуковник ЈНА

### Д
- Даринка Мирковић Боровић (1896—1979), црногорска болничарка у Првом светском рату
- Драгана Мирковић (1968), српска певачица

### З
- Зоран Мирковић (1971), бивши српски фудбалер
- Зоран Мирковић (правник) (1965), српски правник
- Зорица Мирковић (1951), српска филмска и позоришна глумица

### Ј
- Јован Мирковић (1943), српски историчар

### Л
- Лазар Мирковић (1885—1968), српски теолог

### М
- Милан Мирковић (1880–1960), земљорадник и учесник два балканска рата и Првог светског рата
- Милосав Буца Мирковић (1932–2013), српски есејист, књижевни и позоришни критичар, песник, антологичар и прозаист
- Милош Мирковић (1983), бивши кошаркаш
- Милутин Мирковић (1910), југословенски и српски филмски и позоришни глумац
- Момчило Мирковић (1925—1996), учесник Народноослободилачке борбе и потпуковник ЈНА
- Миша Мирковић (1931), југословенски филмски и позоришни глумац

### Н
- Никола Мирковић (1903–1951), српски књижевни критичар, слависта, есејиста и преводилац

### С
- Слађана Мирковић (1995), српска одбојкашица
- Стеван Мирковић (1927—2015), учесник Народноослободилачке борбе и генерал-пуковник ЈНА
- Стојадин Мирковић (1972—1991), српски војник Југословенске народне армије

### Т
- Татјана Мирковић (1990), српска атлетичарка

### У
- Урош Мирковић (1982), српски кошаркаш

### Ч
- Чедомир Мирковић (1944—2005), српски књижевник, књижевни критичар, есејиста, уредник и политичар